# Reccared I

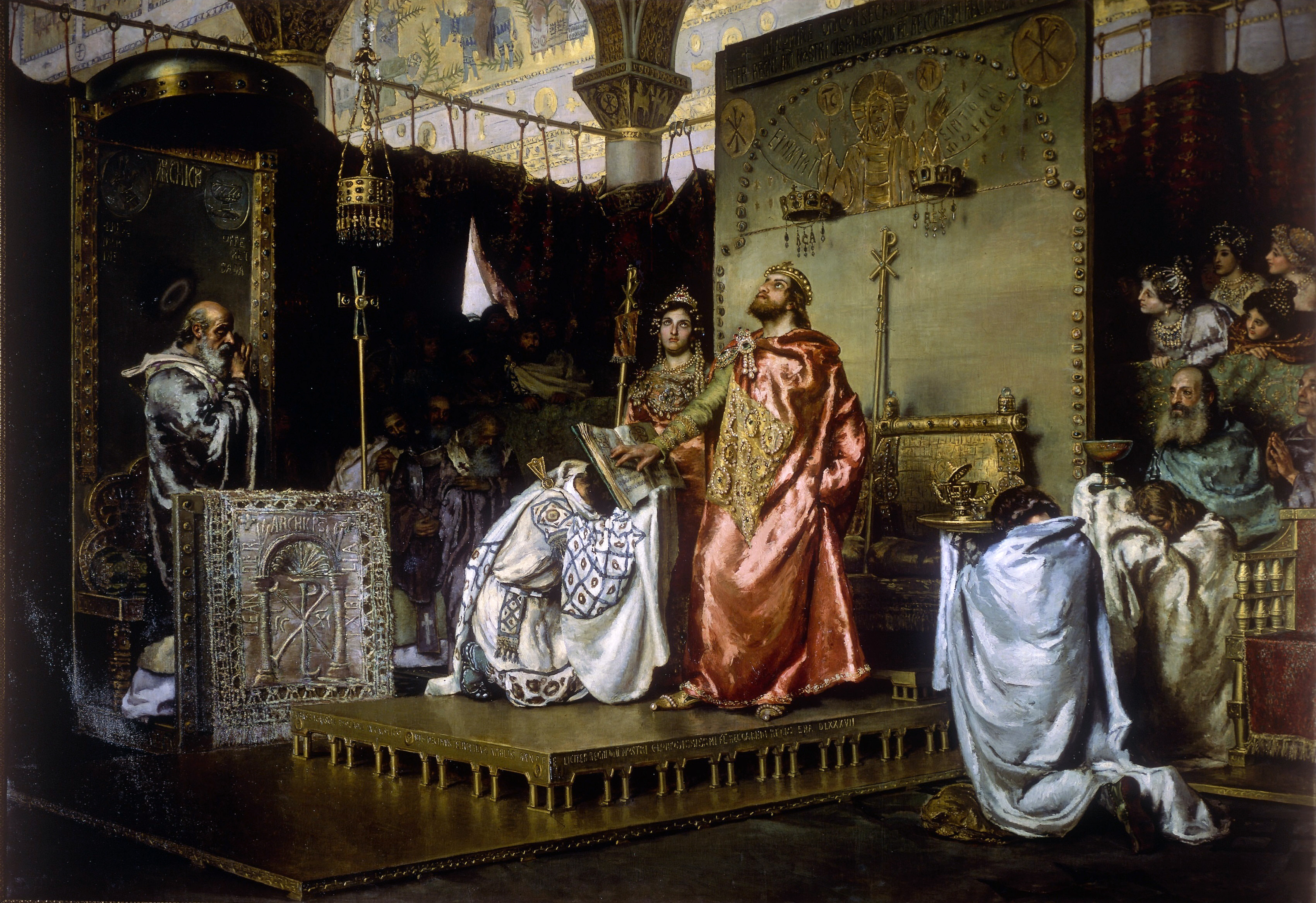
Bekering van Reccared I, schilderij van Muñoz Degrain

Reccared I was koning van het Visigotische Rijk in Spanje van 586 tot 601. Hij was de zoon van koning Leovigild.
In tegenstelling tot zijn vader voerde hij een politiek van vredelievendheid, hoewel hij oorlog voerde tegen de Franken en de Basken. Een belangrijke politieke beslissing was de vrede die hij sloot met het Byzantijnse Keizerrijk.
Zijn regering werd verder gekarakteriseerd door het zoeken van verzoening met de onderworpen Romeinse bevolking.
Van grote betekenis is Reccareds bekering tot het Rooms-katholicisme geweest. Heel soepel ging dit trouwens niet. De Visigoten hadden altijd het Arianisme beleden en Reccared moest afrekenen met enkele grote opstanden en samenzweringen van hen die aan het oude geloof wilden vasthouden.